# Falciot muntanyenc
El falciot muntanyenc (Aeronautes montivagus) és una espècie d'ocell de la família dels apòdids (Apodidae) que habita zones obertes i boscoses de Colòmbia, Veneçuela, extrem nord del Brasil, el Perú i nord de Bolívia.